# Route nationale 732
La route nationale 732 ou RN 732 était une route nationale française reliant Cognac à Cozes. À la suite de la réforme de 1972, elle a été déclassée en RD 732.

## Ancien tracé de Cognac à Cozes (D 732)
- Cognac
- Merpins
- Pérignac
- Pons
- Gémozac
- Cozes